# 拉利耶迪巴蒂半島

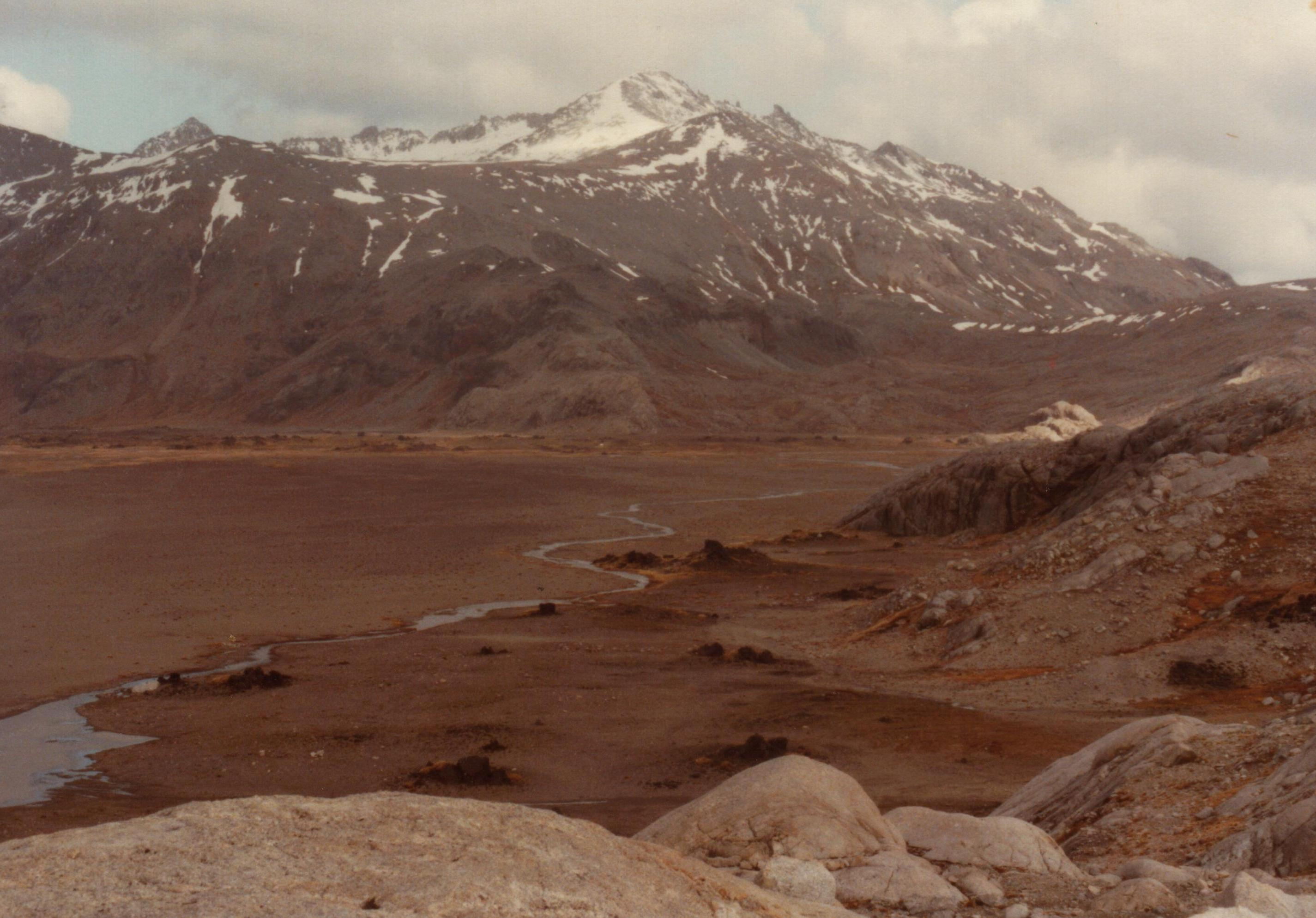

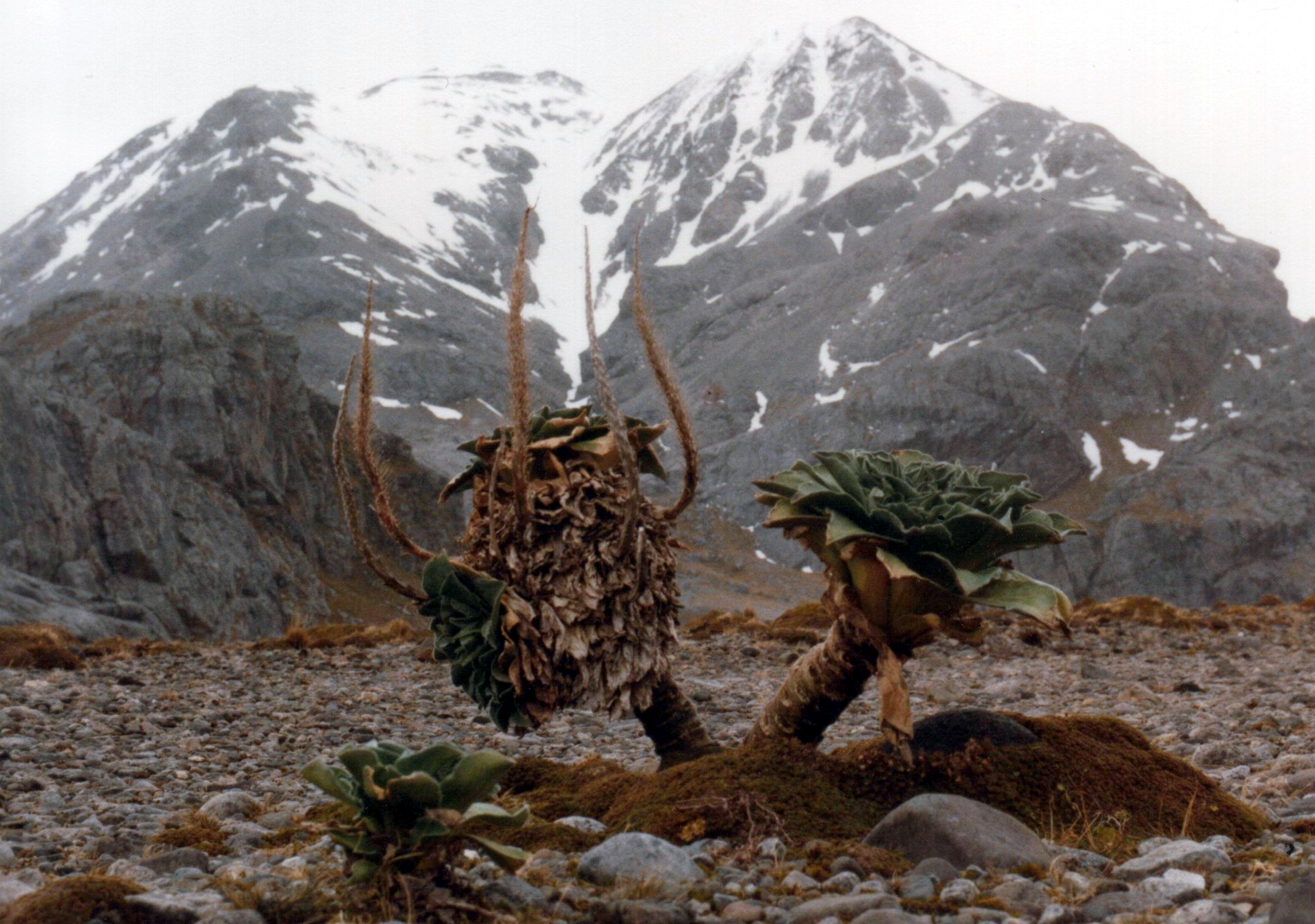

49°36′S 68°56′E / 49.600°S 68.933°E
拉利耶迪巴蒂半島（法語：Péninsule Rallier du Baty），是南極洲的半島，屬於凱爾蓋朗群島的一部分，長35公里、寬25公里，該半島西半部由國際鳥盟列為重點鳥區，由法屬南部領地負責管轄。